# 羲和

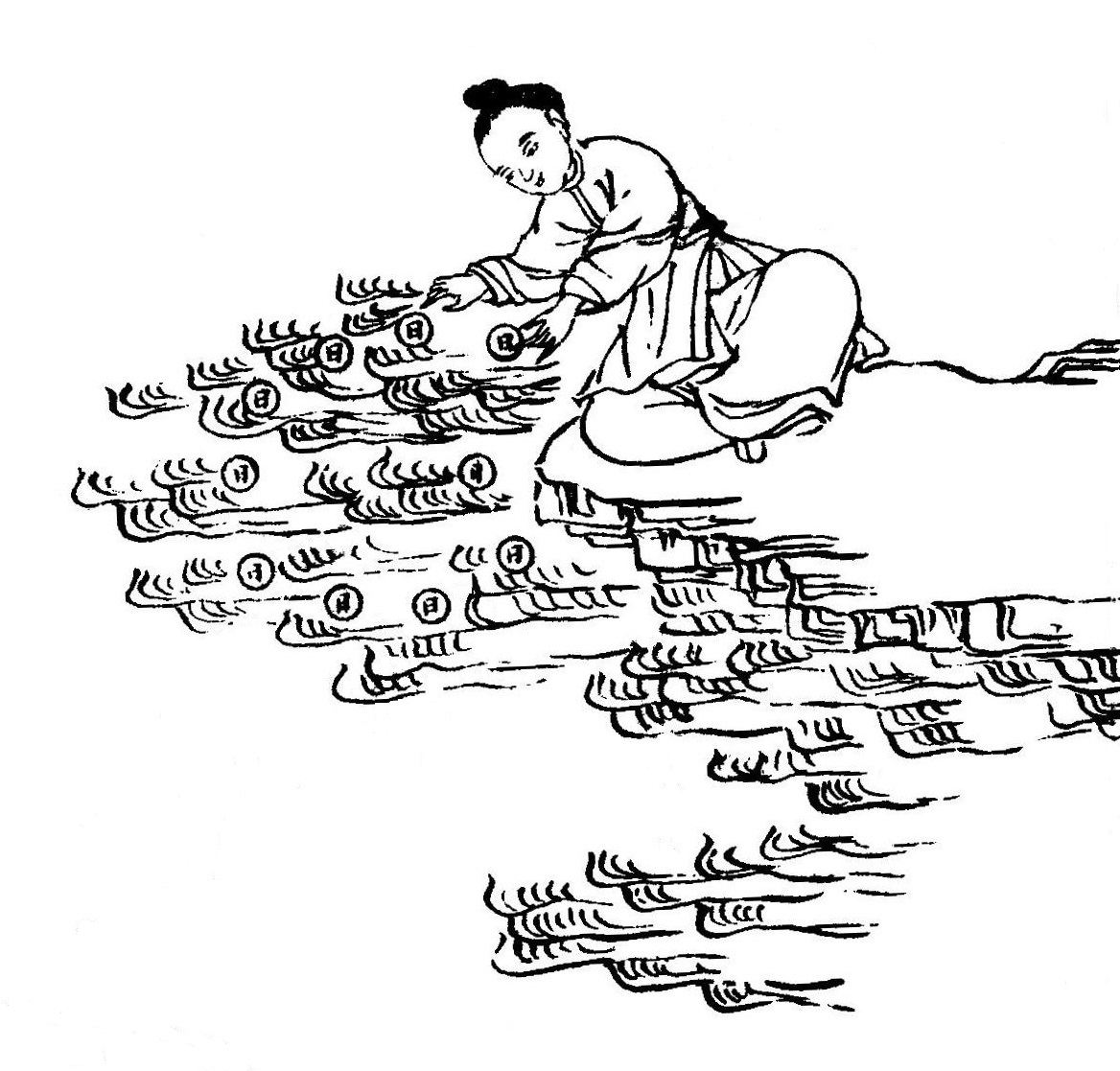
19世紀に描かれたという、十の太陽に産湯をつかわせる羲和。

羲和（ぎわ、ぎか、拼音: Xīhé）は、中国神話に登場する太陽にまつわる神である。或いは、伝説上の官吏ともいわれる。神としての羲和は、太陽の御者、若しくは太陽の母とみなされる。官吏としての羲和は、羲氏と和氏の4人に分けられて四方に配され、天文を司ったとされる。

## 淵源

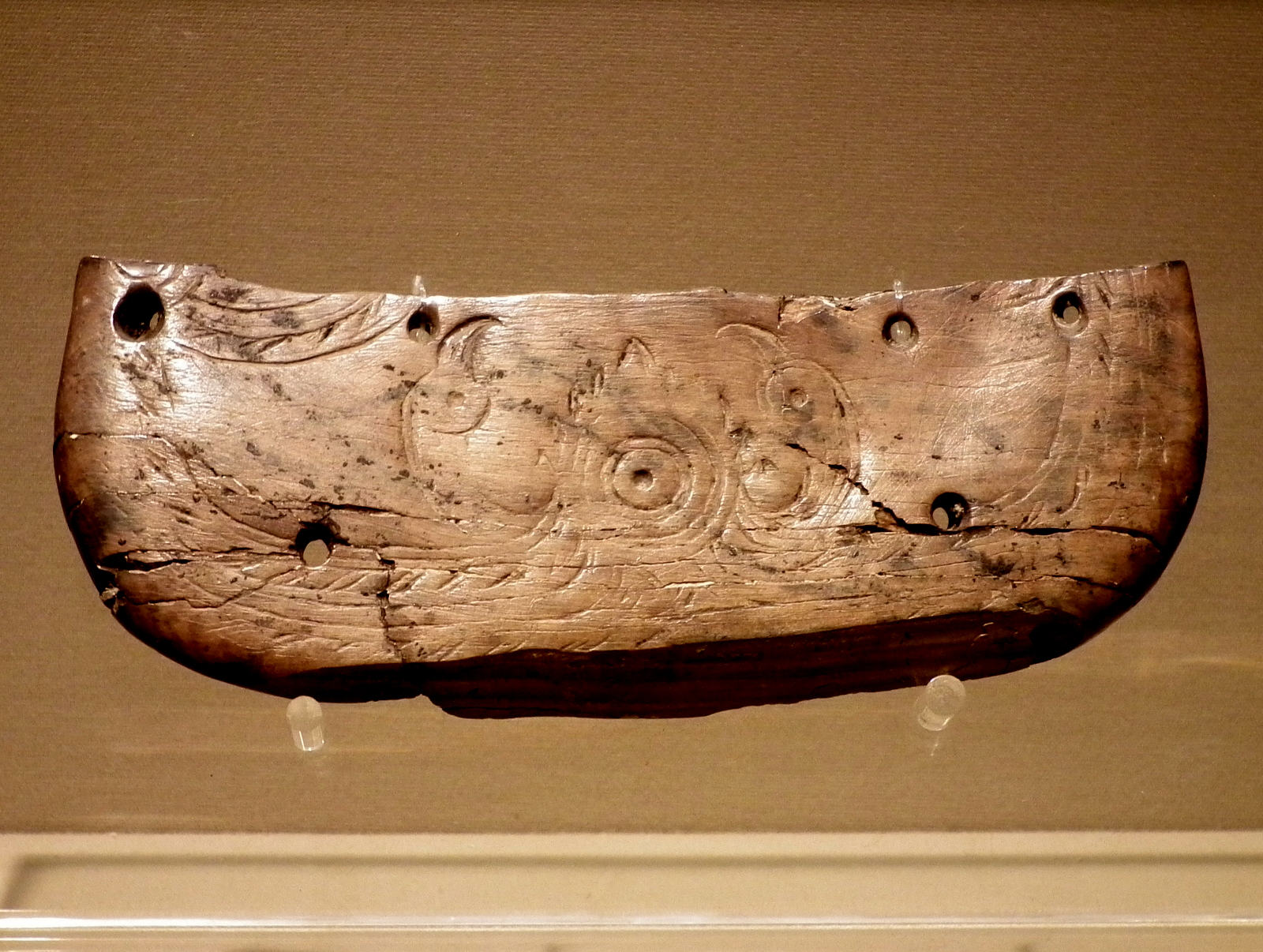
2羽の鳥と太陽が描かれた河姆渡文化の出土品（浙江省博物館）。

中国において、太陽の運行を司る存在というモチーフが登場したのは、紀元前5000年頃に、杭州湾一帯に興った河姆渡文化ではないかとみられる。河姆渡文化では、土器などに鳥の文様が用いられたが、その中で骨製の匙の柄と予想されるものに、背中合わせの一対の鳥と、その背に光芒がついた円を背負う姿が二組描かれたものが見つかっており、この円は太陽と月を表すとみられる。考古学者の林巳奈夫は、太陽を背負う一対の鳥が、太陽を運ぶ車を操る「太陽の御者」としての羲和にあたると考えた。

## 記述
文献に登場する羲和の神話には、大まかに2つの類型がある。一つは太陽の御者（日御）としての羲和、もう一つは10個の太陽を生んだ母神（十日の母）としての羲和である。一方、羲和を四人に分けて官吏として記した文献もある。

### 日御

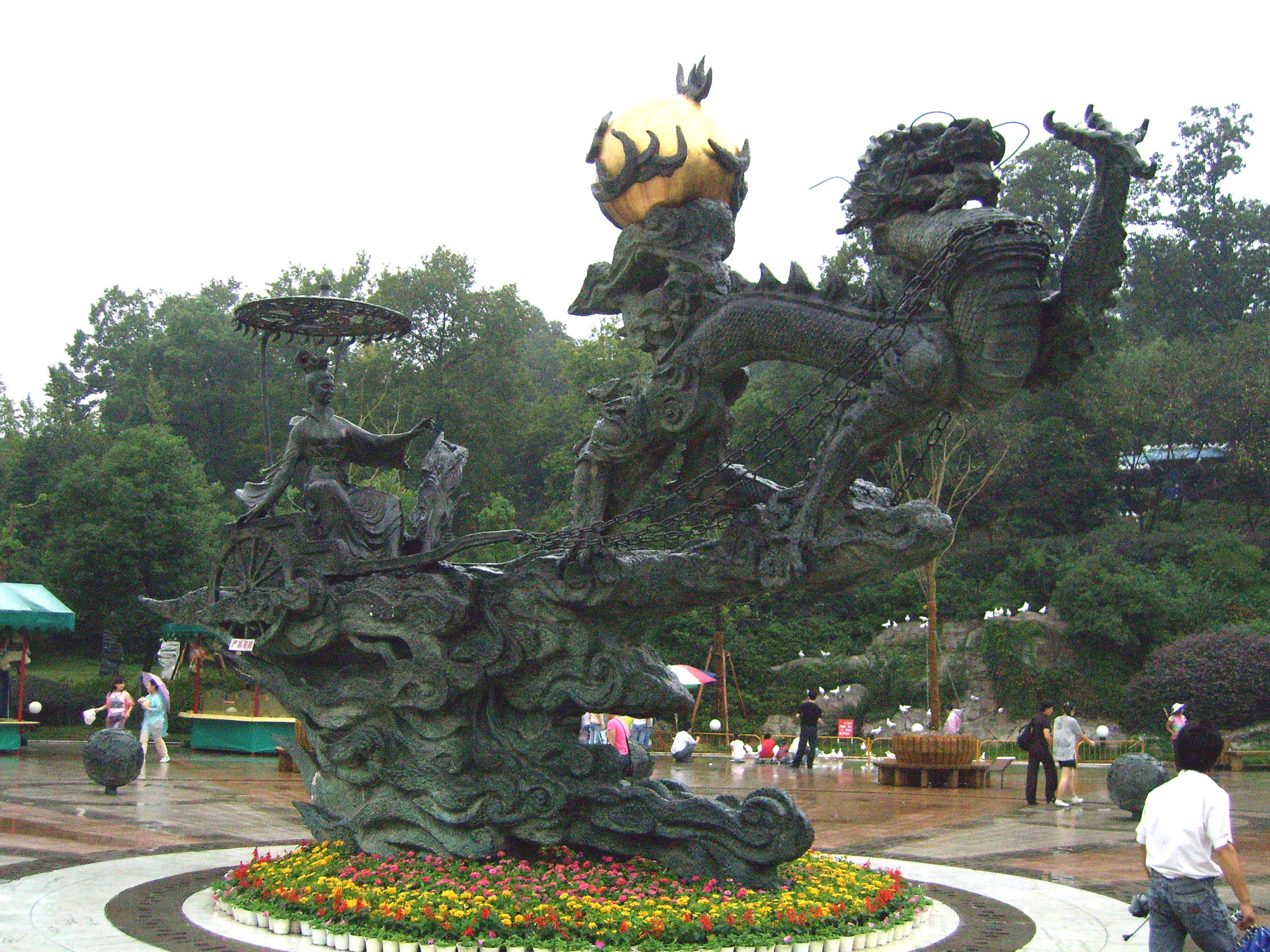
満隴桂雨公園にある羲和像。竜車を御する姿を表現している。

太陽の御者としての羲和の名前が知られるようになったのは、屈原の楚辞『離騒』に詠まれたことによる。『離騒』には、
とある。同様に、羲和を太陽の御者として扱っている古典には、思想書『淮南子』がある。その天文訓には、
とあり、『淮南子』のこの記述を引用した類書『初学記』には、
と注釈が付けられていて、六頭の龍が牽引し太陽を運ぶ懸車を羲和が御する、という伝説のあったことがわかる
。

### 十日の母

『山海経』大荒南経を引いた『古今図書集成』方輿彙編・辺裔典の挿絵にみられる「羲和國」。

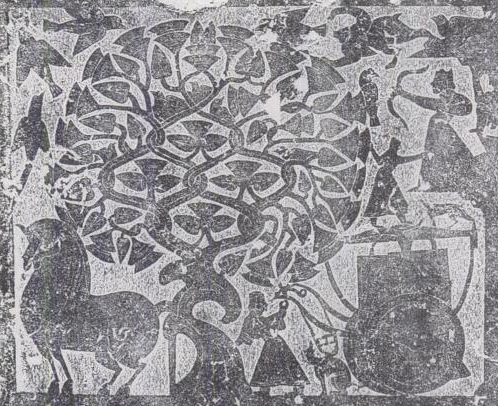
武氏祠の画像石の一つ（拓本）。扶桑の木と、そこに懸車を繋ごうとする羲和、太陽を射ようとする羿を描いている。

太陽の母としての羲和を描いたものとして有名な古典には、『山海経』がある。その「大荒南経」には、
とある。ここで羲和が太陽に水浴びさせる「甘淵」は、同じ『山海経』の海外東経、大荒東経にみえる、扶桑の大木があり、10個の太陽が湯浴みをするという「湯谷」と同一視される。湯浴みをした太陽は、1日に1個ずつ扶桑の枝から昇るとされ、これは甲・乙・丙・丁・戊・己・庚・辛・壬・癸の十干を十日として一くくりにした「旬」を一つの単位とする、中国の古い暦の根拠となる十日説話の基となっている。太陽を生んだ羲和は、本来は太陽神そのものであったと解釈され、中国思想史学者の御手洗勝は、諸外国の太陽神にみられるような竜車を駆る太陽神であった羲和が、太陽と御者が別者と考えられるに至って、太陽の御者と太陽の母に変化していったものとしている。

### 天文官
儒家の経典『尚書』の堯典には、
とあり、羲和は堯の命令で天の神にしたがい、太陽・月・星を観測して人々に農事暦を授けたとされる。また、堯典の別の箇所によると、羲和は羲氏と和氏の総称であり、羲仲・羲叔・和仲・和叔の4人に四方を治めさせたことになっている。しかし、卜辞や『山海経』にみられる四方を司る神と堯典の記述を比較すると、羲・和の4人は後代に置き換えられたもので、この4人は、本来日御あるいは太陽神である羲和の羲と和を分け、その両者に兄弟の順位を示す仲・叔を付けて4人としたに過ぎないと考えられる。

## 現代への影響
古代中国では、羲和とも深く関係がある十日説話の基になったとみられる、十日をまとめた「旬」を暦の単位としており、現在も1ヶ月を3つに分け、1日から10日を上旬、11日から20日を中旬、21日から月末を下旬という言葉にそれが残っている。
2021年10月、中国が同国初の太陽観測衛星を打ち上げた。それまでは、“Chinese H-alpha Solar Explorer”のアクロニムでCHASEと呼ばれていたが、打ち上げ成功に伴い、中国神話の太陽神にちなんで「羲和号」と名付けられた。